# Hogere Krijgsschool

Onderscheidingsteken Hogere Militaire Vorming, de "Gouden zon", ingevoerd in de tijd van de Hogere Krijgsschool

De Hogere Krijgsschool (vroeger ook wel Hoogere Krijgsschool genoemd, afgekort tot HKS) aanvankelijk gevestigd in Haarlem, later in 's-Gravenhage, werd op 1 mei 1868 opgericht door het Ministerie van Oorlog met als doel om officieren op te leiden voor de hogere functies in de staf van de landmacht. De oorspronkelijke naam was "School tot voorlopige opleiding van stafofficieren" en het was een voorloper van de sedert 1 november 1875 geheten "Krijgsschool voor officieren" in Breda.
De Krijgsschool was gesplitst in twee afdelingen; een voor de hogere militaire vorming van de Generale Staf (gevestigd in Den Haag) en een afdeling voor de rest (gevestigd in Breda en gekoppeld aan de Koninklijke Militaire Academie).
De Hogere Krijgsschool werd opgezet in navolging van een Pruisische opleiding. Op 30 september 1992 ging de Hogere Krijgsschool op in het Instituut Defensie Leergangen (IDL) (gevestigd in Rijswijk naast de voormalige vliegbasis Ypenburg), samen met de Marine Stafschool, de Luchtmacht Stafschool en de Hogere Defensie Leergangen.
De afgestudeerde militairen dragen op hun uniform de "Gouden zon", officieel het "onderscheidingsteken voor generale staf-bekwaamheid" geheten, een kleine vergulde zon die duidelijk maakt dat zij deel uitmaken of kunnen uitmaken van de Generale Staf.